# Willem Bijsterbosch
Willem Bijsterbosch (Vught, 23 oktober 1955 – Den Haag, januari 2010) was een Nederlandse dichter en schrijver. Hij debuteerde met de dichtbundel Motief onbekend die in 1981 verscheen bij uitgeverij Bert Bakker. De psychologische roman Van de wachters, die in 1997 bij uitgeverij Anthos verscheen, was de laatste publicatie van zijn hand. Na deze roman trok hij zich terug en werkte als verpleegkundige, hoewel het werk hem psychisch zwaar viel.
Bijsterbosch was lange tijd een vaste en bekende medewerker van veel deelnemers aan de boekenmarkt in Den Haag. Voor die tijd werkte hij tientallen jaren als secretaris bij een Ministerie in Den Haag. In 2010 overleed hij op 54-jarige leeftijd en werd hij na enige tijd dood aangetroffen in zijn huis.
Hoewel HP/De Tijd zijn boeken aanraadde, in hun lijst De 100 beste boeken die u nooit gelezen heeft, werd in de lijst tevens aangegeven dat Bijsterbosch reeds in de vergetelheid was geraakt in 2016. Coen Peppelenbos, de schrijver van dit deel van het artikel, weet dit aan Bijsterbosch open bespreking van homoseksualiteit in de meesten van zijn prozaromans. Toch was Peppelenbos lovend over Bijsterbosch. In 2018 verscheen bij Uitgeverij kleine Uil een bundel met bijna 650 pagina's met daarin verzameld al het werk van Bijsterbosch. De bundel was onderdeel van de Regenboogreeks die de uitgever uitgaf en gericht was op historische lhbt-literatuur.